# Gwardzista
«Gwardzista» — нелегальная газета Польской рабочей партии, которая выходила в 1942—1944 годы и распространялась на оккупированных Германией польских территориях генерал-губернаторства.
Являлась центральным изданием Гвардии Людовой, выходила два раза в месяц, тираж составлял от пяти до шести тысяч экземпляров.

## История
Организацией издания газеты занимался V-й отдел Главного штаба Гвардии Людовой, газета печаталась в подпольной типографии в Варшаве и распространялась через систему тайников, связных и курьеров.
Первый номер газеты вышел 1 мая 1942 года, с 1 июля 1942 года газета печатала сообщения Главного командования Гвардии Людовой.
Ответственными за выпуск издания являлись Малгожата Форнальская и Павел Финдер, но после их ареста 14 ноября 1943 года издание было продолжено.
20 января 1943 года в номере газеты (под заголовком «Pieśń partyzantów») был впервые опубликован текст песни «Марш Гвардии Людовой».
После преобразования в 1944 году Гвардии Людовой в Армию Людову издание газеты было прекращено.